# Вальдес, Хайме
Ха́йме Андре́с Вальде́с Сапа́та (исп. Jaime Andrés Valdés Zapata; род. 11 января 1981[…], Сантьяго) — чилийский футболист, игравший на позиции левого полузащитника.

## Карьера
Хайме Вальдес начал карьеру в клубе «Палестино», где он играл под руководством Мануэля Пельегрини. В январе 2000 года он перешёл в итальянский клуб «Бари», за который выступал в течение 4 лет. Летом 2004 года Вальдес перешёл в «Фиорентину», за которую провёл 5 матчей.
В январе 2005 года Вальдес перешёл в «Лечче», как часть стоимости за переход Валерия Божинова. В первом сезоне Вальдес забил 1 гол, поразив ворота «Кьево». Во втором сезоне он провёл 26 матчей. В мае 2007 года Вальдесом заинтересовался «Лацио», однако сделка не состоялась.
Летом 2008 года Вальдес перешёл в «Аталанту». 30 ноября 2008 года он забил первый гол в составе клуба, поразив ворота «Лацио». В сезоне 2008/2009 Вальдес сыграл 29 матчей и забил 1 гол. 26 марта 2010 года Вальдес забил два гола в ворота «Кальяри», принеся победу своей команде со счётом 3:1. Весной 2010 года Вальдесом заинтересовался «Милан».
6 июля 2010 года Вальдес перешёл в лиссабонский «Спортинг». Он дебютировал за клуб 29 июля в игре против «Норшелланна», которая проходила в рамках третьего квалификационного раунда Лиги Европы 2010/11. Свой первый матч в чемпионате Португалии чилийский футболист провёл 14 августа против команды «Пасуш де Феррейра». 31 октября того же года полузащитник оформил дубль во встрече «Спортинг» — «Униан Лейрия», что помогло его клубу добиться победы со счётом 2:1. Всего же за сезон 2010/11 Вальдес сыграл 23 матча в чемпионате (5 голов), 3 игры в Кубке Португалии и 7 в Лиге Европы.
В июле 2011 года Хайме Вальдес был арендован итальянской «Пармой» с правом выкупа футболиста. Этот трансфер состоялся в рамках сделки по переходу Валерия Божинова в португальский клуб. Игрок провёл первый матч за жёлто-синих 2 октября 2011 года, когда «Парма» встречалась с «Дженоа» в шестом туре Серии А сезона 2011/12. 13 июля 2012 года было объявлено, что итальянская команда приобрела все права на Вальдеса. С ним был подписан контракт, рассчитанный на два года.